# Пакија (Ковасна)
Пакија (рум. Pachia) насеље је у Румунији у округу Ковасна у општини Братеш. Oпштина се налази на надморској висини од 539 m.

## Становништво
Према подацима из 2002. године у насељу је живело 323 становника.

### Попис2002.
| Расподела становништва по националности 2002.‍ | Расподела становништва по националности 2002.‍ | Расподела становништва по националности 2002.‍ | Расподела становништва по националности 2002.‍ | Расподела становништва по националности 2002.‍ |
| --------------------------------------------- | --------------------------------------------- | --------------------------------------------- | --------------------------------------------- | --------------------------------------------- |
|                                               |                                               |                                               |                                               |                                               |
| Румуни                                        | Румуни                                        |                                               | 8                                             | 2,5%                                          |
| Мађари                                        | Мађари                                        |                                               | 315                                           | 97,5%                                         |